# Xinjian (ort)
Xinjian är en ort i Kina. Den ligger i provinsen Hunan, i den södra delen av landet, omkring 280 kilometer väster om provinshuvudstaden Changsha.
Runt Xinjian är det ganska tätbefolkat, med 222 invånare per kvadratkilometer. Närmaste större samhälle är Tongwan, 12,2 km nordost om Xinjian. I omgivningarna runt Xinjian växer i huvudsak blandskog.
Genomsnittlig årsnederbörd är 1 942 millimeter. Den regnigaste månaden är maj, med i genomsnitt 306 mm nederbörd, och den torraste är december, med 60 mm nederbörd.